# Ларамийский орогенез

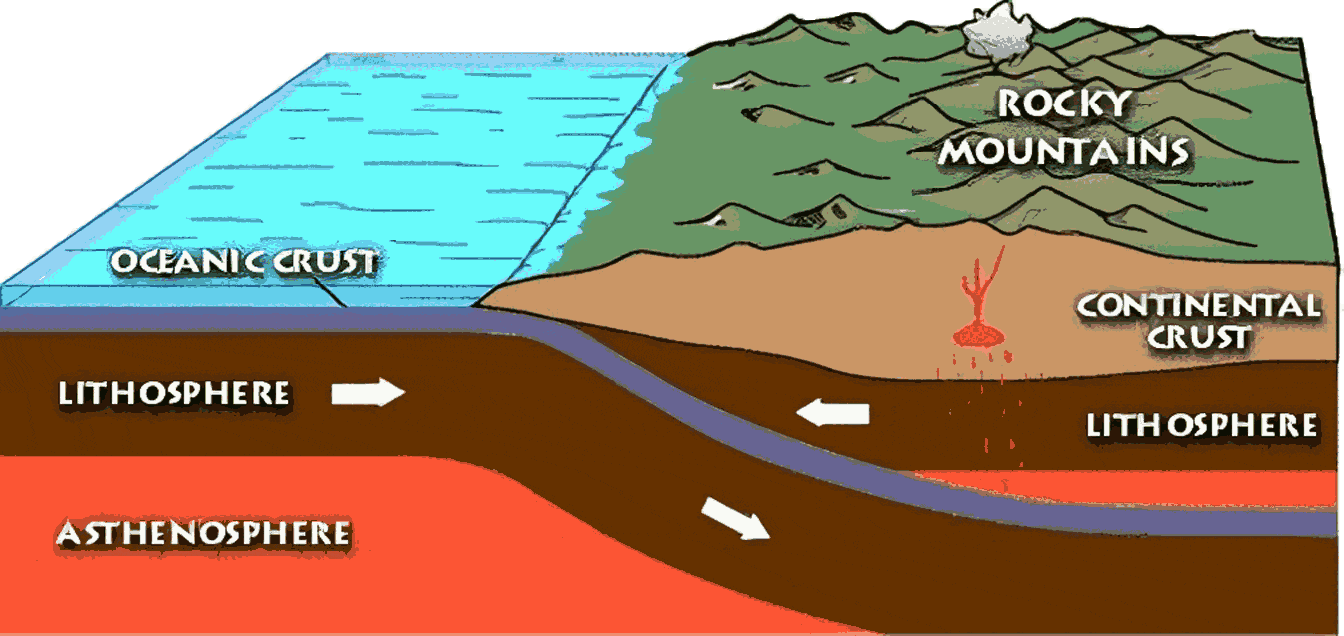

Ларамийский орогенез, ларамийская складчатость (англ. Laramide orogeny) — горообразовательный процесс в западной части североамериканского континента, начавшийся приблизительно 75 млн лет назад в кампанском веке мелового периода и закончившийся около 40 млн лет назад в раннем палеогене. Представлял собой серию импульсивных восходящих движений участков земной коры с чередованием достаточно продолжительных периодов покоя. Главным следствием процесса стало формирование Скалистых гор — широкой складчато-надвиговой деформации, протянувшейся от Аляски к югу до северной Мексики и к востоку до Южной Дакоты (массив Блэк-Хилс). Назван по хребту Ларами в Вайоминге и Колорадо.
Ларамийский орогенез иногда смешивают с другим орогенезом — Севьерским (англ. Sevier orogeny), который во времени и пространстве частично перекрывался с ларамийским.

## Горообразование
Возникновение гор всегда связано со взаимодействием литосферных плит, одна из которых, как правило, является океанической. В результате коллизии (столкновения) плита с большей плотностью погружается в астеносферу — верхний слой мантии, расположенный под поверхностью другой плиты (процесс, известный под термином «субдукция»). Угол погружения, изначально достаточно большой, в процессе орогенеза увеличивается ещё больше и в финальной стадии становится почти вертикальным. В результате деформации на поверхности земной коры возникает мощная, но относительно узкая складчатая область — горная цепь.
В северной и южной сегментах ларамийский орогенез сопровождался типичными проявлениями: дугой вулканической активности в зоне субдукции и мощным складчато-надвиговым поясом в глубине континента. Так, мощная надвиговая структура образовалась в канадской части Скалистых гор и в меньшей степени в штате Нью-Мексико и северной Мексике. Нетипичная картина сложилась в срединной части между южной Монтаной и Нью-Мексико: обширное пространство от Калифорнийской долины до плато Колорадо оказалось незатронуто тектонической деятельностью. Иными словами, большая и аномально широкая (более 480 км в самой широкой части) область Скалистых гор оказалась на значительном удалении от края плиты (в данном случае, Северо-Американской).
На основе анализа специалистами была предложена теория последовательности ларамийской складчатости. На начальном этапе существенную роль сыграл так называемый плюм — вертикальный поток магмы на стыке Северо-Американской плиты и плиты Фараллон. В общем случае струя магмы приводит к возникновению вулкана — выбросу накопившийся у поверхности Земли массы в атмосферу. Однако в данном случае этого не произошло вследствие слишком малого угла скольжения в зоне субдукции. В основании литосферы образовался широкий каменный щит — так называемая горячая точка. Под давлением расплавленных газов щит стал приподнимать верхний слой континентальной коры и образовал своего рода опухоль, высота которой в верхней части могла достигать 3000 м. В следующей стадии произошло смещение континентальной плиты таким образом, что она частично поглотила Фараллон и её граница оказалась значительно западнее, чем образованная ранее горячая точка. В процессе плавления плотность континентальной коры в горячей точке уменьшилась, образовав несколько кальдер — округлых впадин, наиболее известной из которых считается Йеллоустонская на месте одноимённого парка.